# Krissana Nontharak
Krissana Nontharak (thailändisch กฤษณะ นนท์ธารักษ์, * 27. Januar 1992) ist ein thailändischer Fußballspieler.

## Karriere
Krissana Nontharak stand bis Mitte 2019 beim Rayong FC unter Vertrag. Wo er vorher gespielt hat, ist unbekannt. Der Verein aus Rayong spielte in der zweiten Liga des Landes, der Thai League 2. Zur Rückrunde wechselte er bis Ende des Jahres zum Muangkan United FC. Mit dem Verein aus Kanchanaburi spielte er in der dritten Liga, der Thai League 3, in der Upper Region. 2020 nahm ihn der Zweitligaaufsteiger Nakhon Pathom United FC aus Nakhon Pathom unter Vertrag. Am Ende der Saison 2022/23 feierte er mit Nakhon Pathom die Meisterschaft und den Aufstieg in die erste Liga. Nach insgesamt 56 Ligaspielen wurde sein Vertrag im Sommer 2024 nicht verlängert. Im Juli 2024 verpflichtete ihn der Drittligist Thap Luang United FC. Mit dem Verein aus der Provinz Nakhon Pathom spielte er 18-mal in der Western Region der Liga. Nach einer Spielzeit wechselte er im Juli 2025 zum Zweitligisten Nakhon Si United FC.

## Erfolge
Nakhon Pathom United FC
- Thailändischer Zweitligameister: 2022/23  ▲